# Universitas Negeri Malang
Universitas Negeri Malang – indonezyjska uczelnia publiczna w mieście Malang (prowincja Jawa Wschodnia). Została założona w 1954 roku jako Perguruan Tinggi Pendidikan Guru Malang. Od 1963 roku nosiła nazwę Institut Keguruan dan Ilmu Pendidikan Malang.

## Wydziały
- Wydział Ekonomiczny (Fakultas Ekonomi)
- Wydział Nauk o Sporcie (Fakultas Ilmu Keolahragaan)
- Wydział Pedagogiczny (Fakultas Ilmu Pendidikan)
- Wydział Nauk Społecznych (Fakultas Ilmu Sosial)
- Wydział Matematyki i Nauk Przyrodniczych (Fakultas Matematika dan IPA)
- Wydział Literatury (Fakultas Sastra)
- Wydział Techniczny (Fakultas Teknik)
- Wydział Psychologii (Fakultas Psikologi)

Źródło: .